# Coronille (fruit)
Pour les articles homonymes, voir coronille.
La coronille est un fruit tropical jaune, rond ou ovale, au goût ressemblant à celui de la  goyave, le maracuja et le fruit de la passion.
C'est le fruit du Goyavier du Costa Rica (Psidium friedrichsthalianum Ndz.).
Depuis 2006, la coronille intéresse l’industrie agroalimentaire. Ainsi, une nouvelle crème glacée à la coronille disponible en grande surface a été lancé récemment. Le fruit comporte en effet des atouts intéressants : son goût particulier d’une part mais aussi, surtout, sa forte teneur en vitamine C, douze fois plus élevée que pour l’orange et trois fois plus que pour la goyave.